# Komárovský hřbet
Komárovský hřbet je geomorfologický okrsek v severovýchodní části Kozákovského hřbetu, ležící v okresech Jablonec nad Nisou a Semily v Libereckém kraji.

## Poloha

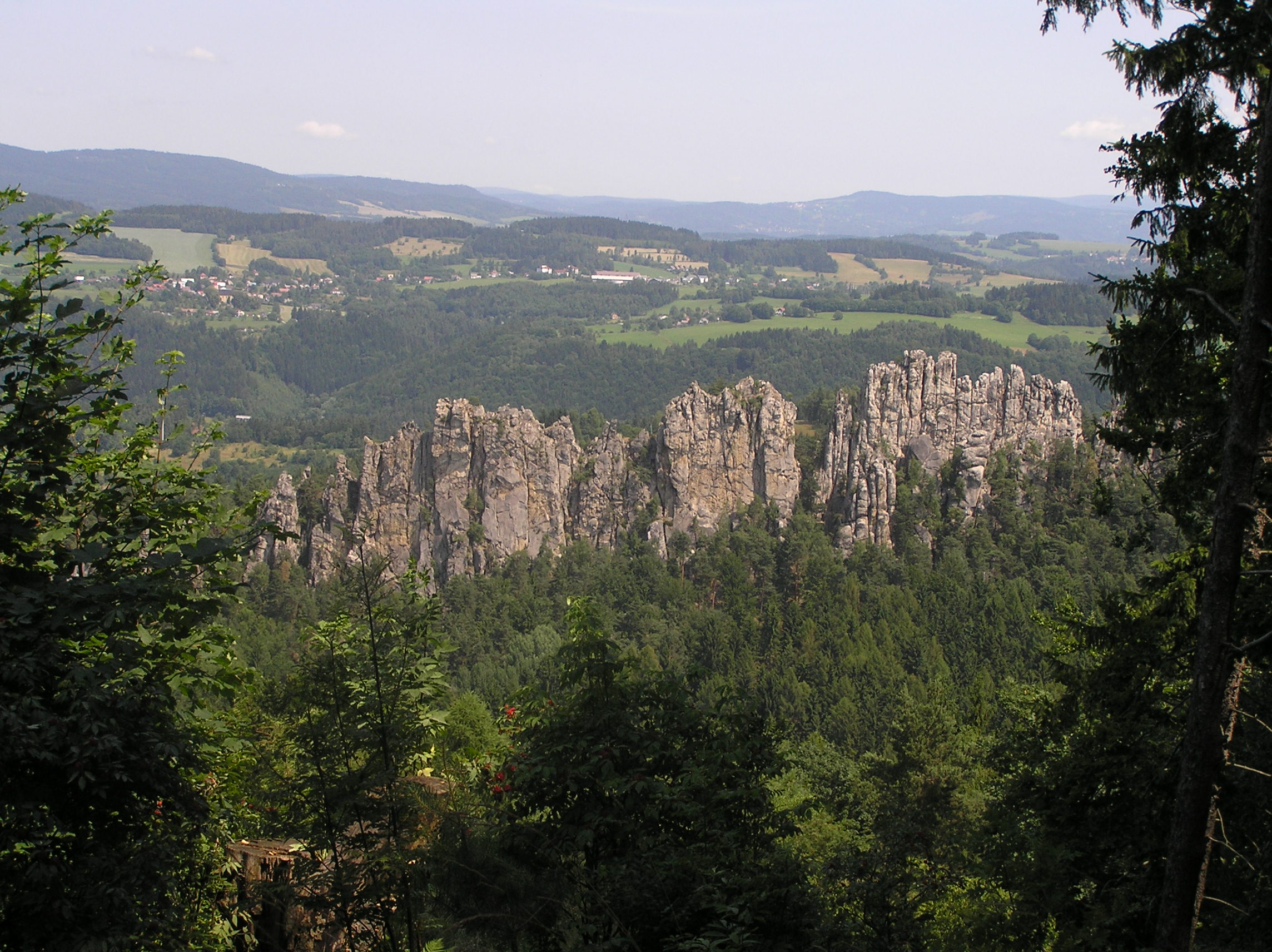
Suché skály od západu z vrchu Sokol

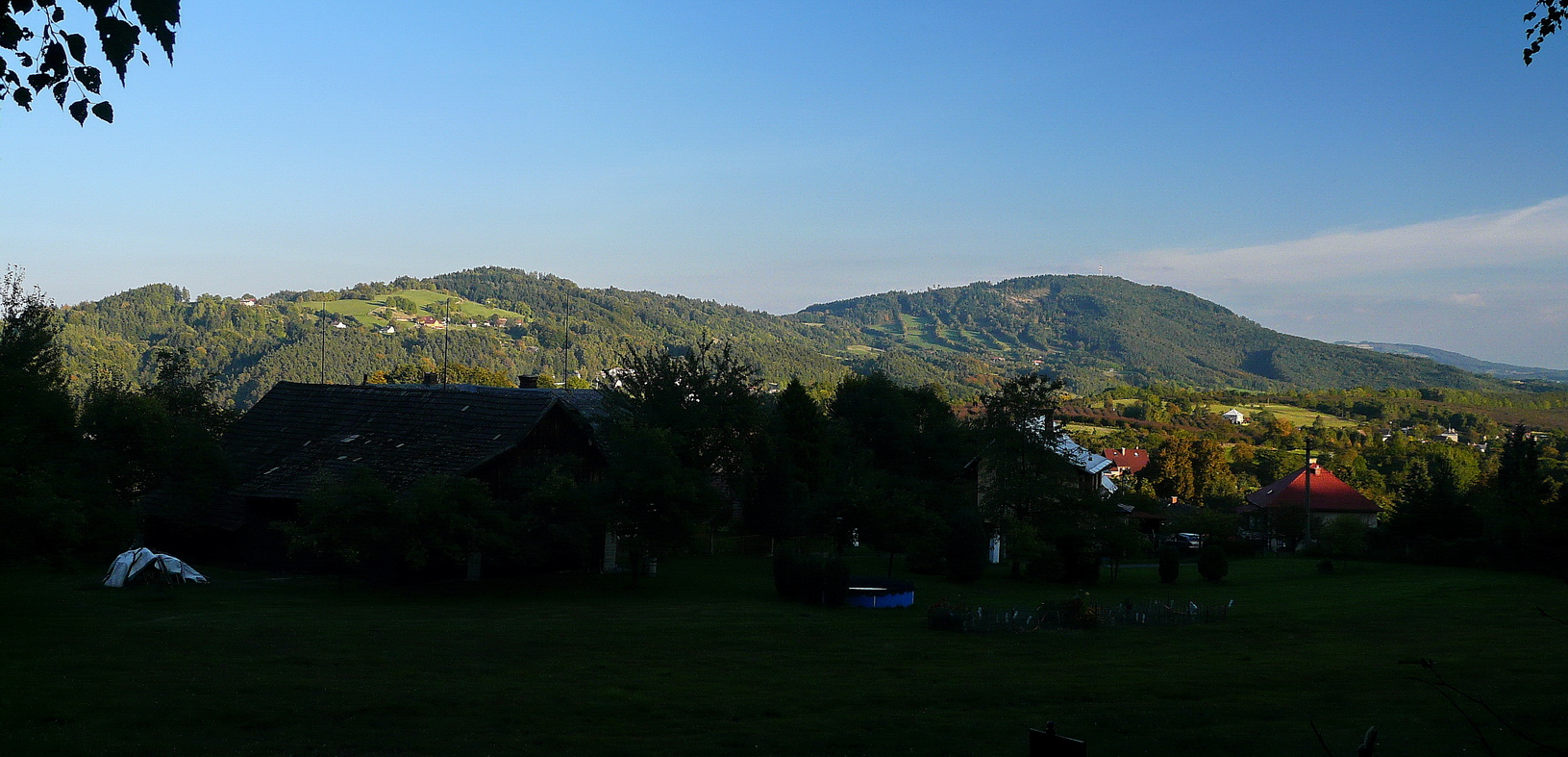
Komárovský hřbet z Besedic: Hamštejnský vrch a Kozákov

Území se rozkládá zhruba mezi sídly Malá Skála na severozápadě, Semily na východě a Rovensko pod Troskami na jihozápadě. Uvnitř území se nacházejí obce Koberovy, Tatobity, Chuchelna, Záhoří a Slaná.

## Charakter území
Chráněná území v okrsku jsou CHKO Český ráj, NPP Suché skály, NPP Kozákov, PPk Maloskalsko. Je to turisticky atraktivní území.

## Geomorfologické členění
Okrsek Komárovský hřbet (dle značení Jaromíra Demka IVA–3B–1) náleží do celku Ještědsko-kozákovský hřbet a podcelku Kozákovský hřbet. Dále se člení na podokrsky Koberovský hřbet na severozápadě, Žlábecký hřbet uprostřed a Holenická pahorkatina na jihu. Hřbet sousedí v rámci Ještědsko-kozákovského hřbetu s okrsky Kopaninský hřbet na severozápadě a Táborský hřbet na jihovýchodě. Dále sousedí s celky Krkonošské podhůří na severu a východě a Jičínská pahorkatina na jihu a západě.

## Významné vrcholy
Nejvyšším vrcholem Komárovského hřbetu je Kozákov (745 m n. m.).
- Kozákov (745 m), Žlábecký hřbet
- Hamštejnský vrch (610 m), Koberovský hřbet
- Vrchy (583 m), Žlábecký hřbet
- Tatobitský vrch (527 m), Žlábecký hřbet
- Kámen (440 m), Holenická pahorkatina